# العلم في الإسلام
العلم في الإسلام لا يعني فقط العلم بأحكامه وآدابه، بل حتى بالعلم الكوني، أو العلم المادي. أن الإسلام جاء شاملاً لضروب النشاط الإنساني كافة ومنها البحث الكوني، وقد أمر الإنسان بتعمير هذا الكون المُسخَّر له، وذلك يعني في الوقت نفسه أن الكون المشاهد خاضع لإدراكه وبحثه، وأن ظواهره ليست بالشئ المُبْهم الغامض الذي لا يُفسّر، وأن بمقدوره الاستفادة من الكون واستغلال خيراته على أوسع نطاق لتأمين حياته ورفاهيتها. قال الله تعالى: ﴿وَسَخَّرَ لَكُمُ اللَّيْلَ وَالنَّهَارَ وَالشَّمْسَ وَالْقَمَرَ وَالنُّجُومُ مُسَخَّرَاتٌ بِأَمْرِهِ إِنَّ فِي ذَلِكَ لَآيَاتٍ لِقَوْمٍ يَعْقِلُونَ ۝١٢﴾ [النحل:12].
وتوجيه القرآن في هذا الصدد هو تأكيد لروح المنهج العلمي الصحيح الذي يدفع الإنسان إلى محاولة استكشاف ما هو مجهول من هذا الكون وظواهره على أساس من الثقة بقدرة الإنسان وبالعلم في مواجهة الطبيعة. ومما له دلالة على أن العلم في الإسلام غير محدود بحد معين؛ لقول الرسول صلى الله عليه وسلم: «أنتم أعلم بشؤون دنياكم».
وهذا مما يفتح الباب واسعاً أمام العقل ليستنبط من أنواع العلوم ما لا حصر له، ومنها ما يتعلق بشؤون السياسة والاقتصاد والاجتماع وغيرها، مما لم يرد فيه نص.

## العلم فيالشرع
والدلائل على أن الإسلام يشجع العلم أنه تم ذكر آيات كثيرة في القران الكريم والأحاديث النبوية وحياة المسلمين في زمن الرسول كثيرة وعلى سبيل المثال لا الحصر.

### في القران الكريم
- ﴿يَا أَيُّهَا الَّذِينَ آمَنُوا إِذَا قِيلَ لَكُمْ تَفَسَّحُوا فِي الْمَجَالِسِ فَافْسَحُوا يَفْسَحِ اللَّهُ لَكُمْ وَإِذَا قِيلَ انْشُزُوا فَانْشُزُوا يَرْفَعِ اللَّهُ الَّذِينَ آمَنُوا مِنْكُمْ وَالَّذِينَ أُوتُوا الْعِلْمَ دَرَجَاتٍ وَاللَّهُ بِمَا تَعْمَلُونَ خَبِيرٌ ۝١١﴾ [المجادلة:11].
- ﴿إِنَّ فِي خَلْقِ السَّمَاوَاتِ وَالْأَرْضِ وَاخْتِلَافِ اللَّيْلِ وَالنَّهَارِ لَآيَاتٍ لِأُولِي الْأَلْبَابِ ۝١٩٠﴾ [آل عمران:190].
- ﴿وَفِي الْأَرْضِ آيَاتٌ لِلْمُوقِنِينَ ۝٢٠﴾ [الذاريات:20].

### في الأحاديث النبوية
روي عن أبي هريرة في صحيح مسلم: 
| العلم في الإسلام | وَمَن سَلَكَ طَرِيـقـَاً يَلتَمِسُ فيهِ عِلمَاً سَهَّلَ اللهُ لهُ طَرِيقاً بِهِ إلى الجَنَّةِ | العلم في الإسلام |

روي عن أبي هريرة في صحيح مسلم: 
| العلم في الإسلام | إذَا مَاتَ ابنُ آدَمَ انقَطَعَ عمَلُهُ إلاَّ من ثَلاثٍ صَدَقَةٍ جَارِيَةٍ أو عِلمٍ يُنتَفَعُ بِهِ أو وَلَدٍ صَالِحٍ يَدعُو لَهُ | العلم في الإسلام |

روي عن أبي هريرة في سنن الترمذي: 
| العلم في الإسلام | مَن خَرَجَ في طَلَبِ العِلمِ فهو في سَبِيلِ اللهِ حتى يَرجِعَ | العلم في الإسلام |

### في السيرة النبوية
فإن الرسول جعل أسرى غزوة بدر يفتدون أنفسهم بتعليم عشره من المسلمين القراءة والكتابة.
كما أن السيدة حفصة في بيت النبوة، تعلمت القراءة والكتابة علي يد صحابية هي السيدة الشفاء بنت عبد الله وقد شجعها الرسول ـ صلى الله عليه وسلم ـ على التعلم.

## حكم العلم في الإسلام
يعتبر الإسلام أن العلم فرض كفاية.
وحسبنا أن نشير في هذا الصدد إلى مايقوله «الإمام الغزالى» منذ تسعة قرون في كتاب: «إحياء علوم الدين» تحت عنوان «بيان العلم الذي هو فرض كفاية»: أما فرض الكفاية (من العلوم المحمودة) فهو كل علم لا يستغنى عنه في قوام أمور الدنيا كالطب إذ هو ضروري في حاجة بقاء الأبدان، وكالحساب فإنه ضروري في المعاملات وقسمة الوصايا والمواريث وغيرها. وهذه هي العلوم التي لو خلا البلد ممن يقوم بها لحرج فلا يتعجب من قولنا إن الطب والحساب من فروض الكفايات، فإن أصول الصناعات أيضاً من فروض الكفايات كالفلاحة والحياكة وغيرها.

## العلم في الحضارة الإسلامية

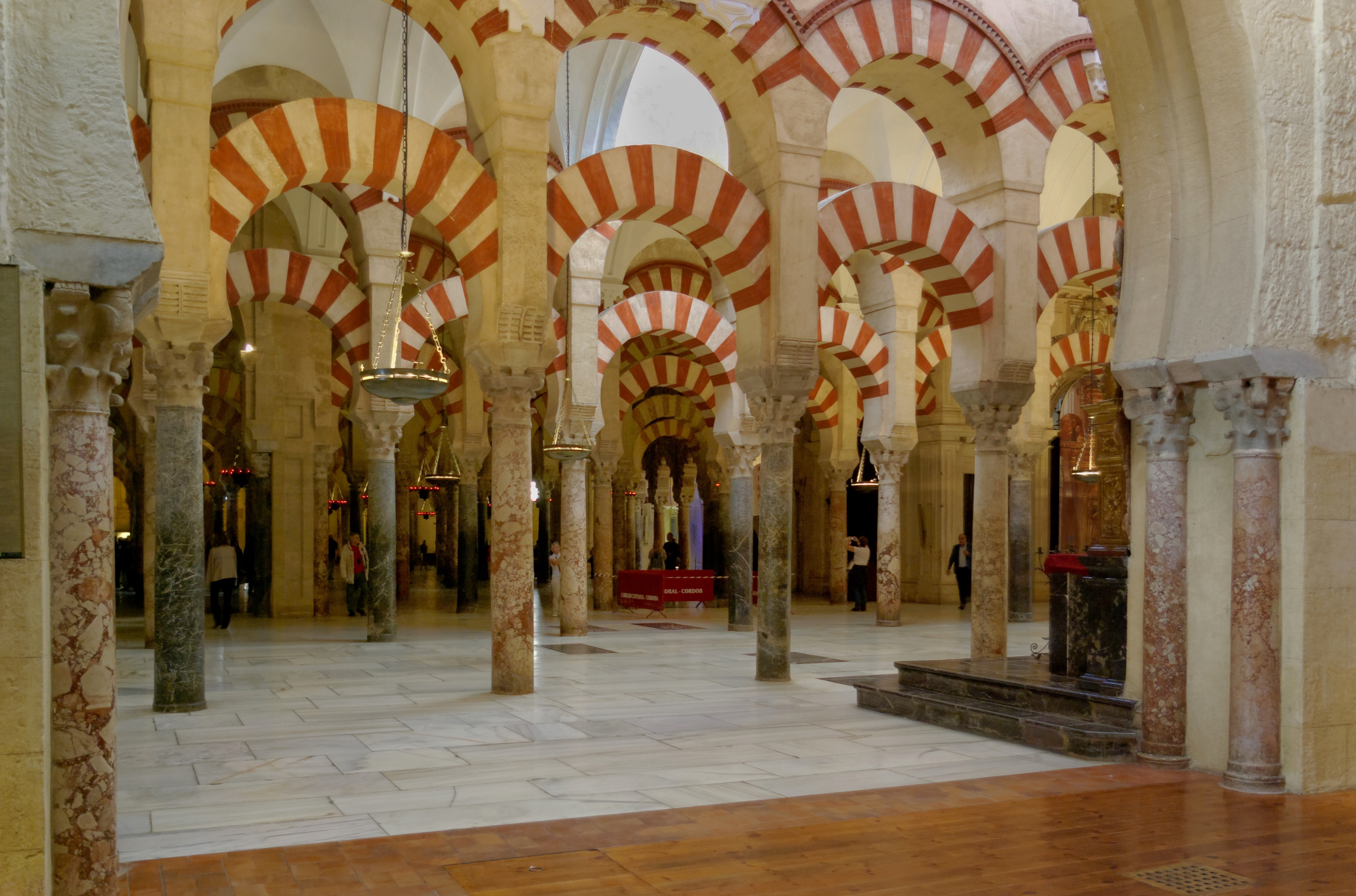
جامع قرطبة الكبير

ابتكر المسلمون علوماً جديدة لم تكن معروفة قبلهم وسموها بأسمائها العربية كعلم الكيمياء وعلم الجبر وعلم المثلثات. ومن مطالعاتنا للتراث العلمي الإسلامي نجد أن علماء المسلمين قد ابتكروا المنهج العلمي في البحث والكتابة. وكان يعتمد على التجربة والمشاهدة والاستنتاج. وأدخل العلماء المسلمين الرسوم التوضيحية في الكتب العلمية ورسوم الآلات والعمليات الجراحية. ورسم الخرائط الجغرافية والفلكية المفصلة. وقد ابتدع المسلمون الموسوعات والقواميس العلمية حسب الحروف الأبجدية. وكان لاكتشاف صناعة الورق وانتشار حرفة (الوراقة) في العالم الإسلامي فضل في انتشار تأليف المخطوطات ونسخها. وقد تنوعت المخطوطات العربية بين مترجم ومؤلف، ولم تكن المكتبات الإسلامية كما هي في عصرنا مجرد أماكن لحفظ الكتب، بل كان في المكتبة الرئيسية جهاز خاص بالترجمة وآخر خاص بالنسخ والنقل وجهاز بالحفظ والتوزيع. وكان المترجمون من جميع الأجناس الذين كانوا يعرفون العربية مع لغة بلادهم. ثم كان يراجع عليهم ترجماتهم، علماء العرب لإصلاح الأخطاء اللغوية. أما النقلة والنساخون فكانت مهمتهم إصدار نسخ جديدة من كل كتاب علمي عربي حديث أو قديم. وكانت أضخم المكتبات هي الملحقة بالجامعات والمساجد الكبرى. ففي دمشق وبغداد وفي القاهرة وفي جامعة القيروان وقرطبة، وجامعة القرويين التي تعد أقدم الجامعات الموجودة في العالم، كانت المخطوطات بهم بالآلاف في كل علم وفرع من فروع العلم. وكانت كلها ميسرة للاطلاع أو الاستعارة. فكان يحق للقاريء أن يستعير أي كتاب مهما كانت قيمته وبدون رهن. لهذا كانت نسبة الأمية في هذا الوقت، تكاد تكون معدومة. وكان تعلم القرآن كتابة وقراءة إلزامياً. بينما كانت نسبة الأمية في أوروبا فيما بين القرن التاسع وحتي القرن 12 م أكثر من 95%. ويقول المستشرق آدم متز في كتابه (الحضارة الإسلامية في القرن الرابع الهجري)، أن أوروبا وقتها لم يكن بها أكثرمن عدد محدود من المكتبات التابعة للأديرة. ولا يعرف التاريخ أمة اهتمت باقتناء الكتب والاعتزاز بها كما فعل المسلمون في عصور نهضتهم وازدهارهم. فقد كان في كل بيت مكتبة. وكانت الأسر الغنية تتباهي بما لديها من مخطوطات نادرة وثمينة. وكان بعض التجار يسافرون إلى أقصى بقاع الأرض لكي يحصلوا على نسخة من مخطوط نادر أو حديث. وكان الخلفاء والأثرياء يدفعون بسخاء من أجل أي مخطوط جديد.

## المنهج العلمي عند المسلمين
تم تطوير أساليب علمية مبكراً في العالم الإسلامي، وحدث تقدم كبير في المنهجية، ولا سيما في القرن الحادي عشر الميلادي وذلك من خلال أعمال ابن الهيثم، والذي يعتبر رائدا في الفيزياء التجريبية.
أهم تطور في المنهج العلمي هو استخدام التجريب والقياس الكمي للتمييز بين مجموعة من النظريات العلمية المتكافئة في إطار توجه تجريبي بشكل عام. قام ابن الهيثم بتأليف «كتاب البصريات»، والذي صحح فيه الكثير في مجال البصريات، وأثبت تجريبيا أن الرؤية تتم بسبب أشعة الضوء التي تدخل العين، واخترع أول جهاز يشبه الكاميرا كانو يسمونها (القمرة) للتدليل على الطبيعة الفيزيائية للأشعة الضوئية.
كما تم وصف ابن الهيثم بأنه «العالم الأول» لابتكاره المنهج العلمي، وعمله الرائد في مجال علم نفس الإدراك البصري يعتبر مقدمة لعلم النفس الطبيعي وعلم النفس التجريبي

## أسباب تأخر المسلمين حديثاً

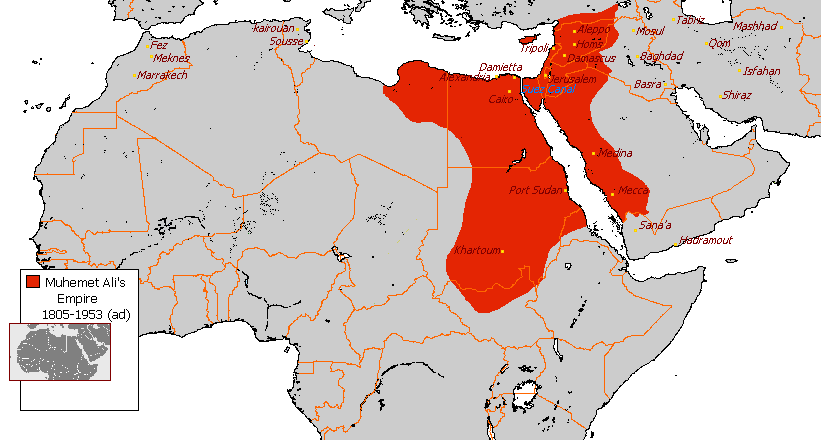
حدود مصر في عهد محمد علي وهي في أقصى إتساعها